# Carquefou
Carquefou is een gemeente in het Franse departement Loire-Atlantique in de regio Pays de la Loire. De gemeente telde 20.535 inwoners op 1 januari 2022. De plaats maakt deel uit van het arrondissement Nantes en van het gemeentelijk samenwerkingsverband Nantes Métropole.
In de gemeente ligt het Château de la Seilleraye, een historisch monument. De kerk Saint-Pierre et Saint-Paul is 19e-eeuws.

## Geschiedenis
Tot in de jaren 1950 was Carquefou een landelijke gemeente. Deze bestond uit het dorp Carquefou en verschillende gehuchten zoals L'Épeau, La Gouachère, La Seilleraye en La Vincendière. Er werden graan, wijndruiven en groenten geteeld en tot in de 19e eeuw telde de gemeente verschillende windmolens om graan te malen. Vanaf de jaren 1880 sloeg de druifluis toe en de wijnboeren schakelden gedeeltelijk over op fruitteelt. Toch telde de gemeente rond 1900 nog een veertigtal wijnboeren. Vanaf 1950 verstedelijkte de gemeente snel als voorstad van Nantes.

## Geografie
De oppervlakte van Carquefou bedroeg op 1 januari 2022 43,42 vierkante kilometer; de bevolkingsdichtheid was toen 472,9 inwoners per km². De gemeente ligt op de linkeroever van de Erdre. Het westen van de gemeente bestaat uit de riviervlakte van de Erdre terwijl het oosten hoger gelegen en heuvelachtig is.
De autosnelwege A11 en A811 lopen door de gemeente.
De onderstaande kaart toont de ligging van Carquefou met de belangrijkste infrastructuur en aangrenzende gemeenten.

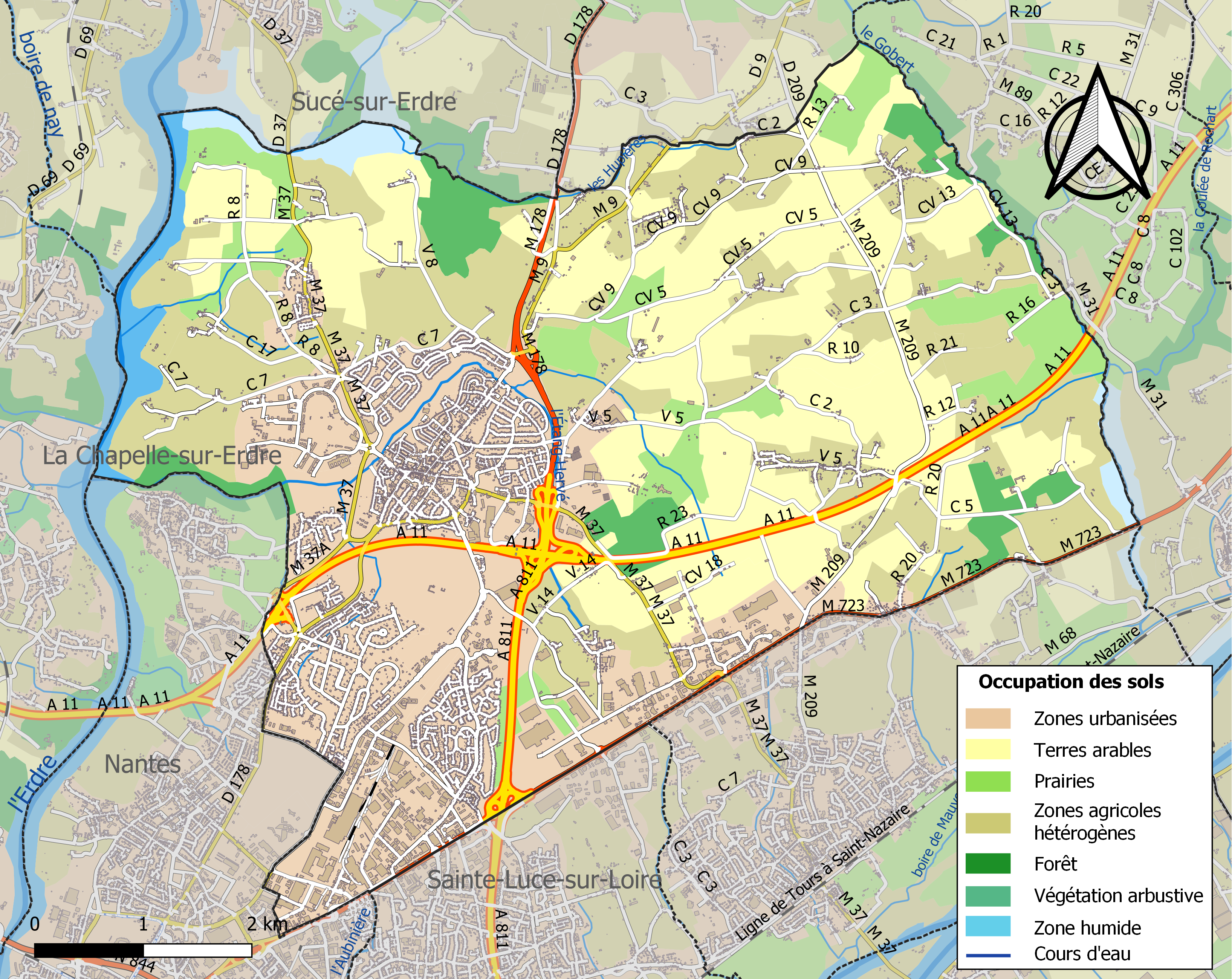

## Demografie
In 1895 telde de gemeente 2.902 inwoners.
Onderstaande figuur toont het verloop van het inwonertal (bron: INSEE-tellingen).

## Partnergemeenten
De partnergemeente van Carquefou is de Nederlandse gemeente Eersel. In Eersel is een Jumelage Comité actief, dat zich bezighoudt met het onderhouden van de vriendschapsband met Carquefou (zie externe links onderaan de pagina).
Stedenbanden zijn er met Alella in Spanje en Racovita  in Roemenië.

## Geboren
- Albert de Dion (1856-1946), autobouwer

## Afbeeldingen

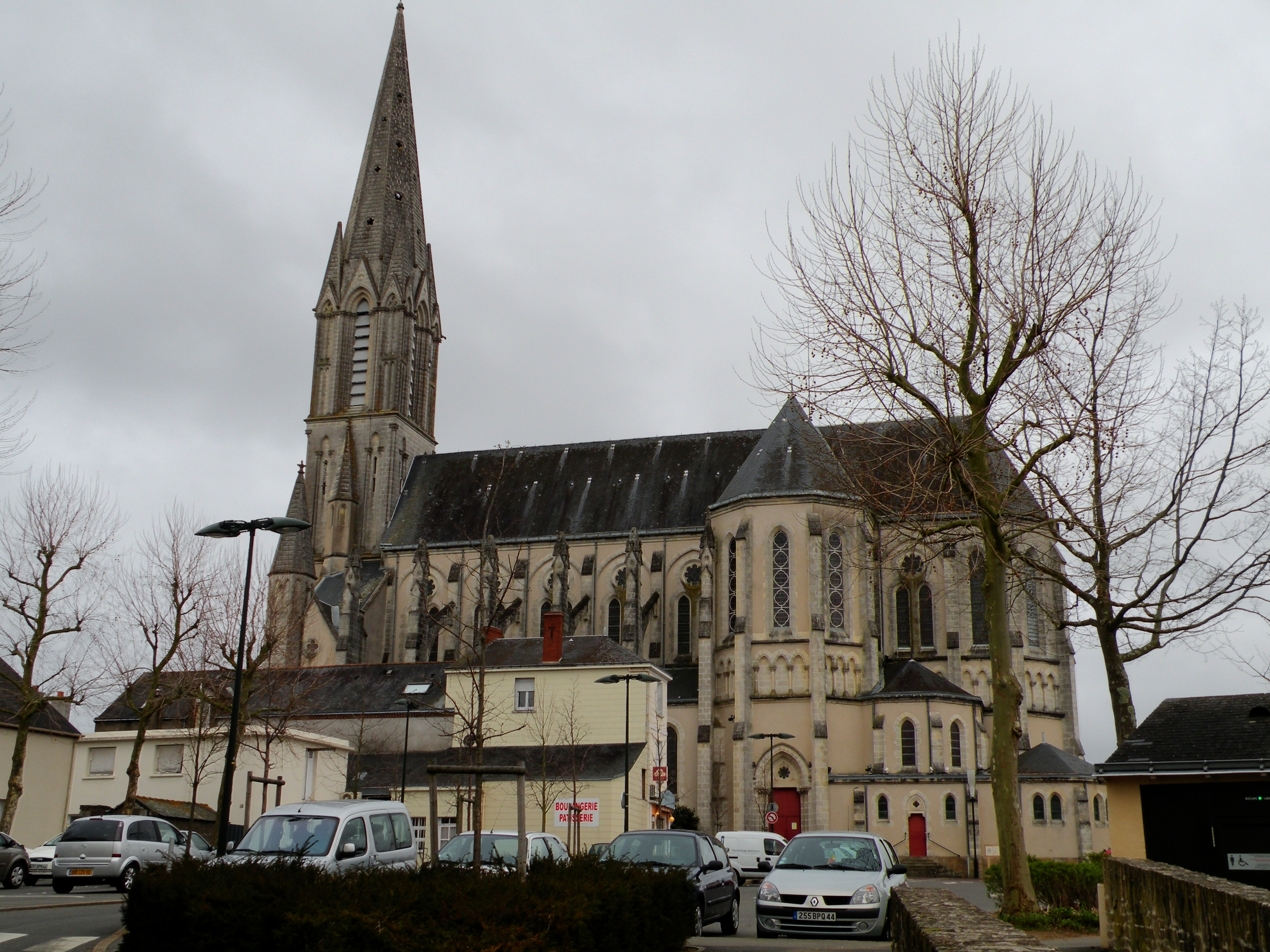
Katholieke kerk Saint Pierre van Carquefou
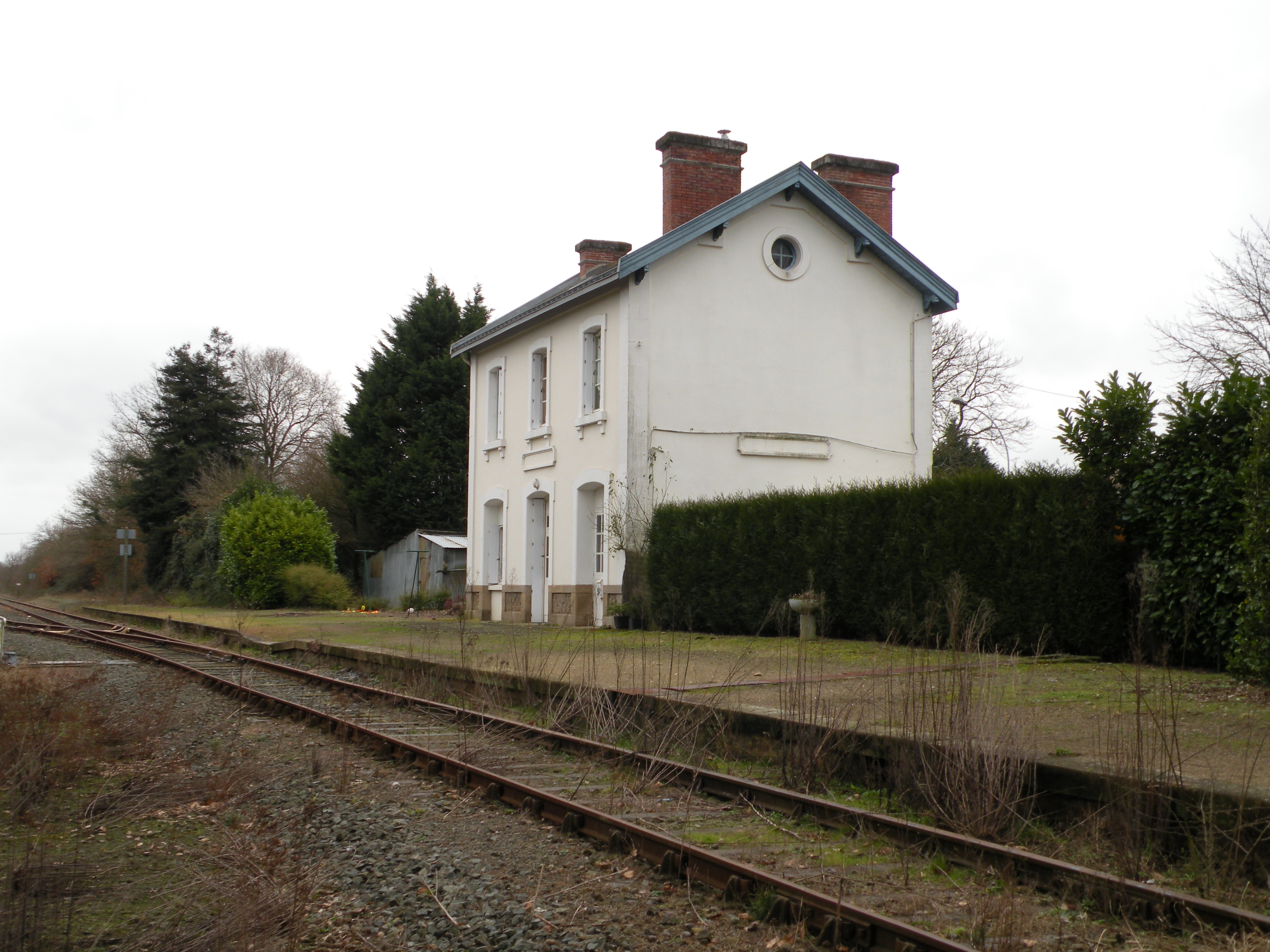
Oud spoorwegstation van Carquefou
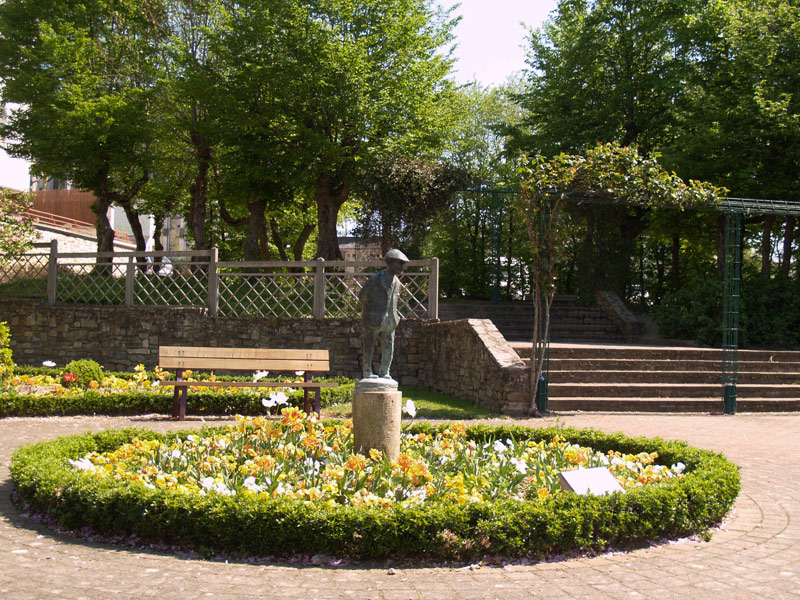
Het Contente Menneke uit Eersel op Le Square de l'homme content in Carquefou. Symbool van de Jumelage Eersel Carquefou.